# دانشگاه آمریکایی قبرس
دانشگاه آمریکایی قبرس (به لاتین: American University of Cyprus) یک دانشگاه خصوصی در قبرس شمالی است که در لفکوشای شمالی واقع شده‌است.